# Hathliodes virgatus
Hathliodes virgatus là một loài bọ cánh cứng trong họ Cerambycidae.